# Apodemus uralensis
Apodemus uralensis é uma espécie de roedor da família Muridae.
Pode ser encontrada nos seguintes países: Arménia, Áustria, Azerbaijão, Bielorrússia, Bulgária, China, Croácia, Eslováquia, Estónia, Geórgia, Hungria, Cazaquistão, Letónia, Liechtenstein, Mongólia, Polónia, República Checa, Roménia, Rússia, Sérvia, Turquia e Ucrânia.